# Точильникова, Наталья Львовна
Наталья Львовна Точильникова (род. 24 марта 1969 года) — русская писательница, поэтесса, педагог и прозаик (выступающая как под своим именем, так и под псевдонимом Олег Волхо́вский). 
Член Союза писателей Москвы.

## Краткая биография
В 1989 году вышла из рядов ВЛКСМ и вступила в партию «Демократический союз». В 1989-1990 годах издавала сатирическую газету «Дискредитация». Осенью 1990 года баллотировалась в Моссовет от движения «Демократическая Россия», набрала 24%, но не была избрана, поскольку выборы были признаны несостоявшимися.
В 1991 году пришла в московскую толкиенистскую тусовку, где известна под именем Эйтель. Принимала участие в ролевых играх.
В 1993 году окончила факультет экспериментальной и теоретической физики МИФИ с красным дипломом и поступила в аспирантуру, которую и окончила в 1996 году.
В 1994—1995 годах работала брокером на бирже. С осени 1995 преподаёт физику в МИРЭА.

## Книги
В 1999 году вышел сборник стихов «Новое средневековье» (до этого выходили ещё два самиздатовских сборника).
С 2000 году появились прозаические публикации (серия рассказов в журналах и сборниках).
С 2004 году вышло четыре романа под псевдонимом Олег Волховский:
- «Люди огня» (М., «Эксмо», 2004) — религиозно-мистическая фантастика о конце света и Антихристе. Номинировался на премию «Интерпресскона» за лучший дебют в 2005 г.
- «Иные» (М., «Эксмо», 2005) — нанопанк—антиутопия, жёсткий триллер о новой расе людей, захвативших власть над миром.
- «Маркиз и Жюстина» (М., «Гелеос», 2006; переиздание в 2007) — мистико-психологическое исследование феномена садомазохизма в детективном антураже. Номинировался на премию «Букер» в 2006 г., призёр конкурса издательства «Гелеос» за лучший роман о любви в 2006 г.
- «Филфак» (М., «Гелеос», 2009) — роман нравов. Ранее то же издательство выпустило отдельные главы из «Филфака» под названием «Секс в эпоху декаданса: пряные ночи» (М., 2008 г.).

В 2007 году под своим именем выпускает космооперу-биопанк «Кратос» (С-Петербург, «Крылов»).
Публикует также литературу по популярной психологии семейных отношений.